# Teatro Metastasio
Il Teatro Metastasio è il teatro stabile della Toscana e ha sede a Prato.

## Storia e descrizione
La nascita del teatro Metastasio è legata all'intraprendenza del notaio pratese Benedetto Cecconi che nel 1820 si fece promotore di un'iniziativa per la realizzazione di un nuovo teatro a Prato che sostituisse il vecchio Teatro dei Semplici giudicato non più rispondente alla nuova domanda proveniente dai ceti borghesi e popolari della prospera città toscana.

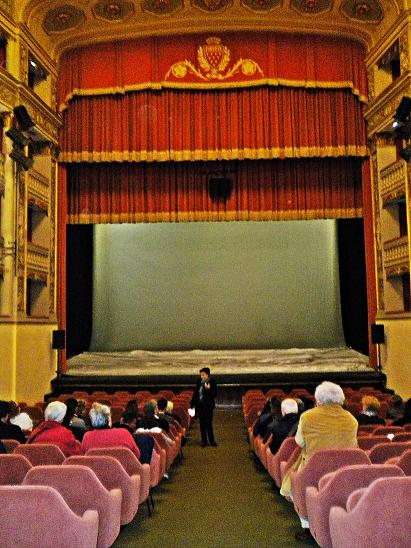
Interno

Dopo alcuni problemi sia progettuali che nel reperimento dell'area, la vicenda si sbloccò verso la fine degli anni venti con l'incarico del progetto definitivo affidato all'affermato architetto fiorentino Luigi De Cambray Digny e con l'inizio dei lavori nel marzo del 1829.

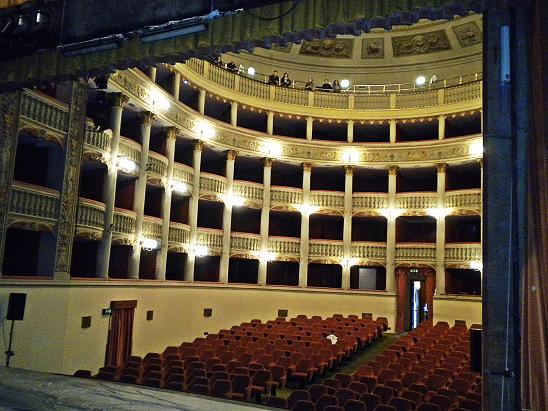
La sala e i palchi

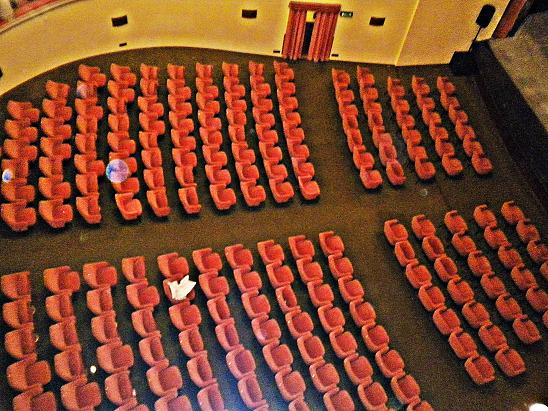
La platea

Il teatro venne realizzato in tempi rapidi e venne inaugurato l'8 ottobre 1830 con l'Aureliano in Palmira di Rossini.
Il teatro presentava una particolare facciata ad andamento semicircolare perché costruita in curva seguendo l'andamento della strada principale in modo da evitare un orientamento diverso che avrebbe fatto prospettare l'ingresso su vicoli e stradine più angusti.
All'interno la sala, a ferro di cavallo, non corrispondeva a quella attuale; 80 palchi erano suddivisi su quattro ordini e dal terzo si accedeva a un ampio salone di rappresentanza; non esisteva la fossa dell'orchestra e da un lato del palcoscenico si aprivano i camerini per gli artisti. L'arredo era in velluto rosso e contrastava volutamente con il bianco e il fregio d'oro della decorazione delle pareti e dei palchi.
Le decorazioni pittoriche furono realizzate da Antonio Marini che dipinse a tempera anche il sipario con la scena di Romolo e Tazio nell'atto di unificare il popolo romano con quello sabino.
A pochi anni dalla sua costruzione il teatro ebbe bisogno di nuovi interventi: fra il 1850 e il 1852 le stagioni teatrali furono addirittura sospese per risistemare gli scenari, restaurare l'impiantito della platea e sostituire alcune travi del soffitto.
Fra il 1867 e il 1869 su progetto dell'architetto Telemaco Bonaiuti venne rettificata la curva della sala, vennero risistemati i camerini degli artisti, e fu realizzato un nuovo ingresso; nel 1871 si procedette alla ristrutturazione del sottopalco per creare due ambienti per gli orchestrali.
Nel 1922 poi su progetto di Marcello Piacentini si procedette all'ampliamento del loggione al di sopra del quarto ordine dei palchi. E quindi il palco reale fu modificato per realizzarvi la cabina di proiezione cinematografica.
La sempre più costosa gestione del teatro indusse nel 1939 gli Accademici a vendere l'immobile al Comune di Prato che lo cedette in gestione all'Opera Nazionale Dopolavoro. Dopo la guerra, nonostante non avesse riportato particolare danni, cominciò la serie degli interventi volti a rimediare a un suo sempre più evidente degrado: dal 1956 al 1964 il teatro dovette sospendere la sua attività per l'opera di ammodernamento e restauro eseguita su progetto dell'architetto Nello Baroni. Nei decenni successivi il teatro si riscattò con produzioni di grande livello culturale, soprattutto di prosa.
Durante gli anni settanta si formarono diversi gruppi di giovani autori, che crearono sotto la supervisione di Luca Ronconi interessanti laboratori che portarono alla formazione e al lancio di attori come Pamela Villoresi, Francesco Nuti, Roberto Benigni e tante illustri personalità del teatro. Dopo nuovi lavori di adeguamento alle norme di sicurezza vigenti realizzati alla metà degli anni ottanta, il teatro è giunto alla redazione attuale grazie ai lavori di restauro eseguiti su progetto dall'architetto Carlo Coppola. Nonostante queste travagliate vicende il Teatro Metastasio ha svolto negli ultimi decenni un ruolo di primo piano a livello nazionale nel teatro d'avanguardia e di produzioni prestigiose.
Nel 1998 il Metastasio diventa teatro stabile pubblico nonché riconosciuto come "Teatro Stabile della Toscana". Massimo Castri rimane alla guida del neonato Stabile fino al 2000. Dopo un breve interregno di Renato Borsoni, la direzione passa a Massimo Paganelli (settembre 2000 - aprile 2002), Massimo Luconi (aprile 2002 – aprile 2005), Josè Sanchis Sinisterra (maggio 2005 – febbraio 2007), Federico Tiezzi (marzo 2007 – marzo 2010), Paolo Magelli (giugno 2010 - settembre 2015), Franco D'Ippolito (novembre 2015 - ottobre 2021), Massimiliano Civica da novembre 2021.